# La Fanfare en pétard
Pour les articles homonymes, voir FEP et fanfare (homonymie).
La Fanfare en pétard, souvent surnommé FEP, est un groupe multi-genres français. Le groupe mêle de nombreux genres musicaux incluant parmi tant d'autres, hip-hop et fanfare,.
Formé en 2001 dans les couloirs du Conservatoire de Strasbourg, le groupe publie son premier album studio intitulé Shake Your Ass, Drei de oarsch, bouge ton cul en 2004. Il accueille un nouveau membre, Gaston, en 2005, et passe trois ans en tournée avant la publication de son deuxième album, Crame la mèche en 2009. En 2013, le groupe publie son quatrième album intitulé Le Monde est curieux.

## Biographie

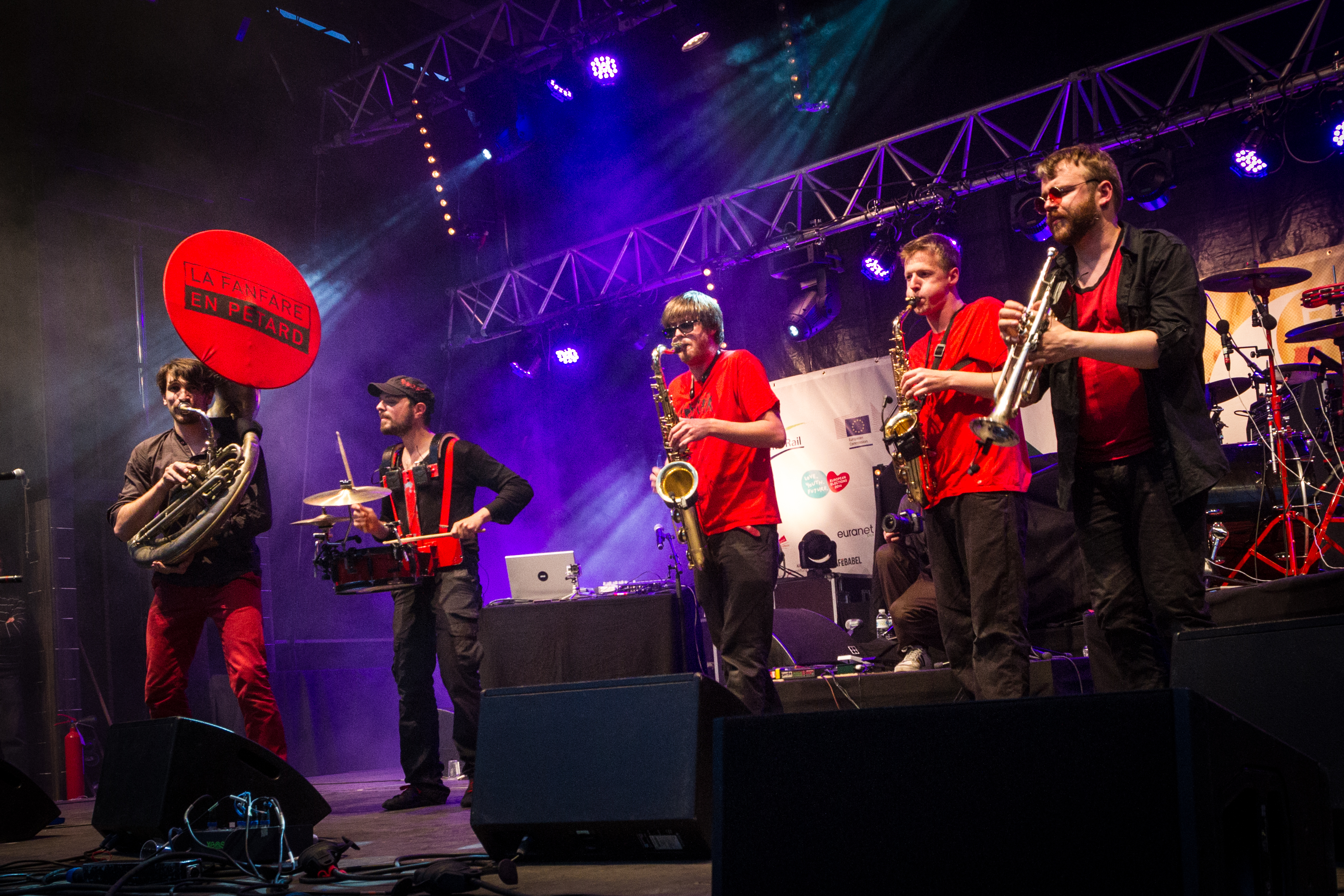
La Fanfare en Pétard à la YOFest à Strasbourg le 9 mai 2014.

La Fanfare en pétard se forme en 2001 dans les couloirs du Conservatoire de Strasbourg. Le groupe publie son premier album studio intitulé Shake Your Ass, Drei de oarsch, bouge ton cul en 2004.
Le groupe fait un grand pas en avant lorsqu'il accueille Gaston au chant et au saxophone alto en 2005 ; « Nous avons tous des influences très diverses et le métissage musical est devenu vraiment intéressant », confie le chanteur. Dès 2007, La Fanfare en pétard tourne en France et en Europe, dans les festivals de rue. Après trois ans passés sur les routes, La Fanfare en pétard sort son deuxième album studio, intitulé Crame la mèche qui fait participer Papet J de Massilia Sound System, Mr E, et DJ Nelson en 2009.
En 2013, le groupe publie son quatrième album intitulé Le Monde est curieux. En concert, ils jouent leur chanson Noir comme l’or, extraite de leur album.

## Membres
- Philippe « Gaston » Rieger - chant, mégaphone, saxophone alto
- Christophe Rieger - saxophone ténor
- Paul Barbieri - trompette
- Samuel Klein - caisse claire
- Nicolas Demelt - grosse caisse
- Guillaume Nuss - soubassophone, trombone

## Discographie
- 2011 : N'importe où, hors du monde (participation de la Fanfare en Pétard sur un titre de ce livre-album du groupe Weepers Circus)